# Thomas Mraz
Алма́с Алма́сович Гатау́ллин (род. 7 декабря 1992 года; Уфа, Республика Башкортостан, Россия), более известный под псевдонимом Thomas Mraz (ранее Thomas Mrvz) (рус. То́мас Мраз) — российский рэпер, певец, автор песен, бывший участник творческих объединений «Dopeclvb» и «YungRussia», бывший член концертного агентства «Booking Machine». За свою карьеру успел выпустить 2 студийных альбома, 5 мини-альбомов, 4 совместных микстейпа и множество синглов.

## Биография и музыкальная карьера

### Ранний период: юность — начало музыкальной карьеры
Алмас Гатауллин родился 7 декабря 1992 года в городе Уфа, республике Башкортостан. Уже в раннем детстве у Алмаса формировался собственный музыкальный вкус под влиянием Глюкозы, Eminem'а, также рок-групп Linkin Park и Ария. В 9-летнем возрасте родители Алмаса отдают его в музыкальную школу хорового пения, где ребёнок осваивает грамоту. В юности увлекался хип-хопом, читал фристайлы, записывал из кассеты и состоял в команде по граффити, в которой имел псевдоним Mrvz, в честь певца Джейсона Мраза. В 2012 году Алмас пробует записывать свои первые песни и i61 пригласил его на студию записать песню, а позже становится членом музыкального объединения «Dopeclvb», куда помимо них входили Basic Boy, Glebasta Spal, Golden Phill и Fvckfish. Также в полном составе объединение выпускает две части микстейпа Dopetape. В то же время меняет свой псевдоним на более привычный Thomas Mraz. Также Алмас получал высшее образование в Уфимском государственном институте искусств имени Загира Исмагилова по специальности «режиссёр и актёр театра». Также играл в театре и ставил спектакли.

### «Emotional VIII» — «Do Not Shake The Spear»
В 2014 году Алмас выпустил свой дебютный мини-альбом Emotional VIII, состоящий из восьми эмоциональных композиций, что отсылает к названию. В записи мини-альбома также приняли участие Glebasta Spal и Tveth. Чуть позже Алмас и всё объединение «Dopeclvb» становится частью движения молодых артистов «YungRussia».
23 апреля 2015 года выходит третий микстейп Dop3tape от объединения «Dopeclvb», в записи которого также приняли участие Jeembo, Tveth и Pharaoh. 8 октября 2015 года Алмас презентует свой дебютный музыкальный видеоклип на сингл May13, записанный под музыку австралийского музыканта Kamandi.
2 марта 2016 года вышел дебютный номерной студийный альбом Алмаса May13, названный в честь дня рождения своего отца, с гостевыми куплетами от ЛСП, Boulevard Depo, Glebasta Spal и Krestall / Kidd. Осенью 2016 года движение «YungRussia» распадается и отправляется в прощальный концертный тур Harvest Time. 9 декабря 2016 года вышел второй мини-альбом под названием Do Not Shake The Spear (рус. Не потрясай копьём), состоящий из пяти сольных композиций.

### Контракт с «Booking Machine» (2017—2020)
В феврале 2017 года стало известно о том, что Алмас стал новым участником концертного агентства «Booking Machine», главой которого являлся Oxxxymiron.
28 апреля 2017 года вышел четвёртый по счёту микстейп Dopet4pe от объединения «Dopeclvb», после которого Алмас объявил об уходе из коллектива и продолжении сотрудничества с Glebasta Spal. 4 сентября 2017 года Алмас представил свой второй за долгое время музыкальный видеоклип на сингл Ultraviolet при участии Glebasta Spal. 27 сентября 2017 года вышел совместный с Yanix 7-трековый мини-альбом Bla Bla Land.
13 февраля 2018 года вышло третье музыкальное видео на сингл Lono. С марта по апрель 2018 года один раз в неделю, каждое воскресенье Алмас выпускал по одному синглу во время пребывания в концертном туре The Floor Is Lava, которые позже объединились в мини-альбом 9 воскресений. В записи синглов также приняли участие Ochi Gang, May Wave$, Markul и Oxxxymiron. 9 августа 2018 года вышел большой лонг-микс Konstrukt с 9 действующими артистами концертного агентства «Booking Machine» в преддверии крупного фестиваля. Помимо Алмаса в нём приняли участие Porchy, May Wave$, Jeembo, Loqiemean, Tveth, Souloud, Markul и Oxxxymiron. 16 октября 2018 года вышел четвёртый музыкальный видеоклип на сингл Новый баланс, а спустя двое суток Алмас представил публике второй номерной студийный альбом Hangover, с гостевым участием Musume, Меззы, Ккоме и групп «Наадя», «Лауд».

## Дискография

### Студийные альбомы
| Год  | Студийный альбом                               |
| ---- | ---------------------------------------------- |
| 2014 | Emotional 8                                    |
| 2016 | May13                                          |
| 2018 | Hangover                                       |
| 2020 | Emotional 8 — Deluxe (совместно с The Ghosts)  |
| 2021 | Victory                                        |
| 2021 | Future Flashbacks (совместно с Kkome)          |
| 2022 | Future Flashbacks — Deluxe (совместно с Kkome) |
| 2023 | Eco+                                           |

### Мини-альбомы
| Год  | Мини-альбом                      |
| ---- | -------------------------------- |
| 2014 | Emotional VIII                   |
| 2016 | Do Not Shake The Spear           |
| 2017 | Bla Bla Land (совместно с Yanix) |
| 2018 | «9 воскресений»                  |
| 2019 | Random-6                         |
| 2024 | «Алукард»                        |
| 2025 | Almas                            |

### Микстейпы
| Год  | Микстейп                        |
| ---- | ------------------------------- |
| 2012 | Dopetape (в составе Dopeclvb)   |
| 2013 | Dopetape 2 (в составе Dopeclvb) |
| 2015 | Dop3tape (в составе Dopeclvb)   |
| 2017 | Dopet4pe (в составе Dopeclvb)   |

### Синглы
| Год  | Сингл                                                                   |
| ---- | ----------------------------------------------------------------------- |
| 2013 | «Hydro»                                                                 |
| 2013 | «Blvnt» (при участии Tveth)                                             |
| 2014 | «Kimono» (при участии Basic Boy и Jeembo)                               |
| 2015 | «May13»                                                                 |
| 2015 | «Thunderjuice»                                                          |
| 2016 | «Не сплю» (при участии Yanix)                                           |
| 2017 | «Дорогая, кажется, я больше не хочу делать рэп» (при участии Basic Boy) |
| 2017 | «Большая рыба» (при участии Yanix)                                      |
| 2017 | «Kill Boss» (при участии Polyana, Padillion и May1)                     |
| 2017 | «Ultraviolet» (при участии Glebasta Spal)                               |
| 2018 | «Lono»                                                                  |
| 2018 | «Пол это лава»                                                          |
| 2018 | «Sangria» (при участии Markul)                                          |
| 2018 | «Слишком плох для тебя»                                                 |
| 2018 | «Я против всех»                                                         |
| 2018 | «Повинуйся» (при участии May Wave$)                                     |
| 2018 | «Кровь на микро» (при участии Ochi Gang)                                |
| 2018 | «Sonic X»                                                               |
| 2018 | «Stereocoma» (при участии Oxxxymiron)                                   |
| 2018 | «Клыки»                                                                 |
| 2018 | «Новый баланс»                                                          |
| 2018 | «Магия» (при участии Souloud)                                           |
| 2018 | «Iron Sky» (при участии Gleb Reznik)                                    |
| 2019 | «Drip Dream»                                                            |
| 2019 | «Жаркая ночь»                                                           |
| 2019 | «Леденящие Сны» (при участии Rigos)                                     |
| 2019 | «Рандом»                                                                |
| 2020 | «Black Dwarf» (при участии Fat Nick)                                    |
| 2020 | «Низкий заряд» (MUSUME при участии Thomas Mraz)                         |
| 2020 | «Neon Clouds» (при участии The Ghosts)                                  |
| 2020 | «Коротка» (при участии Basic Boy)                                       |
| 2020 | «Houston» (при участии The Ghosts, ЛСП)                                 |
| 2020 | «Hate» (при участии The Ghosts)                                         |
| 2020 | «Prius Freestyle»                                                       |
| 2021 | «Мой вайб»                                                              |
| 2021 | «Отрочество»                                                            |
| 2021 | «Прощай»                                                                |
| 2021 | «Но Но Но» (при участии KKOME)                                          |
| 2021 | «Наверно» (при участии KKOME)                                           |
| 2021 | «Больше не держу / Двигайся так» (при участии KKOME) (макси-сингл)      |
| 2021 | «Сделай шаг»                                                            |
| 2022 | «Прикосновение» (при участии Oushenti)                                  |
| 2022 | «Кружит» (при участии Gucci Ninja)                                      |
| 2022 | «Спойлер»                                                               |
| 2022 | «Это тебе» (при участии Joseph)                                         |
| 2022 | «Аллия»                                                                 |
| 2022 | «Серебряный сёрфер» (при участии Padillion)                             |
| 2022 | «Новая жизнь» (при участии Gucci Ninja)                                 |
| 2023 | «Миллион 2» (при участии Raijin)                                        |
| 2023 | «Pop MMA»                                                               |
| 2023 | «Эльдорадо» (при участии 2night)                                        |
| 2023 | «Все возможно» (при участии Langria)                                    |
| 2023 | «Молодая мама»                                                          |
| 2023 | «Пустышка» (при участии Oushenti) (макси-сингл)                         |
| 2024 | «Сезам» (при участии Фрески)                                            |
| 2024 | «Химия»                                                                 |
| 2024 | «Moto» (при участии Дэни, Boris Redwall)                                |
| 2024 | «LoLo»                                                                  |
| 2024 | «Мокрые люди» (при участии ray!)                                        |
| 2024 | «Повезло» (при участии Felix Kotlo)                                     |
| 2024 | «Большой город (Remix)» (при участии Лауд, Ilya Gadaev)                 |
| 2025 | «Сағат» (при участии Obrazkobra)                                        |

### Участие на релизах у других исполнителей
| Год  | Артист                    | Музыкальный релиз           | Трек              |
| ---- | ------------------------- | --------------------------- | ----------------- |
| 2014 | i61                       | Shelby                      | Shelby            |
| 2014 | Basic Boy                 | B#Y                         | No Shame          |
| 2014 | Basic Boy                 | B#Y                         | Talk About It     |
| 2015 | Obladaet                  | Home Run                    | Gotham City       |
| 2015 | Basic Boy и Glebasta Spal | Вишнёвый сок                | Слишком близко    |
| 2015 | Мезза Ароновский          | Лидер новой школы           | На блок           |
| 2015 | i61                       | Shelby. Vol.2 (Infinity)    | Sky 'n' Sky       |
| 2015 | i61                       | Shelby. Vol.2 (Infinity)    | Infinity          |
| 2015 | #Не$вятые                 | Трэпаголик                  | Цитадель          |
| 2015 | KRESTALL / Courier        | UNFOLLOW                    | Соевые Губы       |
| 2016 | SolarStation              | Природа                     | Пароль Африка     |
| 2016 | Gera Pkhat                | Forfree                     | $ilk Road         |
| 2016 | SP4K                      | Mouse House                 | Million           |
| 2016 | Лауд                      | ТанецГолосЗвук              | Комната твоя      |
| 2016 | Basic Boy и Glebasta Spal | GPRS                        | Пляжный волейбол  |
| 2017 | Padillion                 | Seven Fotrune               | I Don’t Care      |
| 2017 | Kreem                     | No Chill                    | Нежнейший         |
| 2017 | Лауд                      | ТанецГолосЗвук 2            | Большой город     |
| 2017 | Лауд                      | ТанецГолосЗвук 2            | Дом вверх дном    |
| 2018 | T3tri                     | Транзи                      | Стэйк             |
| 2018 | 044 Rose                  | Альбом 044                  | Абсолютная защита |
| 2018 | СБПЧ                      | Мы не спали, мы снились     | Друг              |
| 2018 | Santii                    | S01                         | LoveMe            |
| 2018 | Лауд                      | ТанецГолосЗвук 3            | На взлётной       |
| 2019 | Padillion                 | Drip House                  | Все мои друзья    |
| 2019 | Padillion                 | Международный девчачий день | Байкал            |
| 2019 | 044 Rose                  | Big Motivation              | История человека  |
| 2019 | Slava Vorontsov           | Spas Na Krovi               | Babyface          |
| 2019 | Basic Boy                 | NUDE(S)                     | Пластик           |
| 2019 | Thrill Pill               | Откровения                  | Из Моих Кошмаров  |
| 2020 | GONE.Fludd                | Voodoo Child                | Алмаз Сознания    |
| 2020 | blago white               | MYASA                       | PROIZVIDENI       |
| 2021 | Лауд                      | Красный Закат               | Ласт Дэнс         |
| 2021 | Лауд                      | Красный Закат               | На Бит            |
| 2022 | Lumen                     | Диссонанс                   | Новый круг        |
| 2022 | Yanix                     | G.O.A.T. Uslugi             | Plug              |
| 2024 | Cakeboy, КлоуКома         | Kiss the wall               | Святая вода       |
| 2025 | i61                       | Storytell 2                 | Bombay            |

## Видеография

### Сольные музыкальные видеоклипы
| Год  | Название                                  | Альбом       | Режиссёр          |
| ---- | ----------------------------------------- | ------------ | ----------------- |
| 2015 | «May13»                                   | May13        | Blue Berry Studio |
| 2017 | «Ultraviolet» (при участии Glebasta Spal) | Hangover     | Film Gods         |
| 2018 | «Lono»                                    | Hangover     | Film Gods         |
| 2018 | «Новый баланс»                            | Hangover     | Film Gods         |
| 2019 | «Синие Слезы»                             | Hangover     | Film Gods         |
| 2019 | «Drip Dream»                              | Внеальбомный | Film Gods         |
| 2020 | «Снейклорд»                               | Random-6     | Hellbrothers      |

### Участие
| Год  | Исполнитель                                                              | Название    | Альбом       | Режиссёр        |
| ---- | ------------------------------------------------------------------------ | ----------- | ------------ | --------------- |
| 2018 | T3tri                                                                    | «Стэйк»     | «Транзи»     | Иван Апоначевич |
| 2018 | Porchy, May Wave$, Jeembo, Loqiemean, Tveth, Souloud, Markul, Oxxxymiron | «Konstrukt» | Внеальбомный | ROHO            |
| 2018 | Souloud                                                                  | «Магия»     | Внеальбомный | Мария Маковская |

## Концертные туры

### Сольные
| Год  | Тур                         |
| ---- | --------------------------- |
| 2017 | Do Not Shake The Spear Tour |
| 2018 | The Floor Is Lava Tour      |
| 2018 | Strip Trees Tour            |
| 2019 | Hangover Tour               |
| 2019 | Random Tour                 |
| 2021 | V-Tour                      |
| 2024 | Eco+ Tour                   |

### В составе «YungRussia»
| Год  | Тур          |
| ---- | ------------ |
| 2016 | Harvest Time |